# Dukak z Damašku
Dukak z Damašku († 8. června 1104) byl seldžucký emír z Damašku (1095-1104).
Byl synem Tutuše. Po smrti svého otce získal Dukak Damašek, zatímco jeho bratr Ridván Aleppo. V roce 1102 poslal na pomoc emírovi z Tripolisu Fakhr al-Malikovi, který byl obležen vojskem Raimonda z Toulouse, dva tisíce bojovníků. Ti se zúčastnili prohrané bitva s Raimondem na planině před Tripolisem.
Dukak zemřel v červnu roku 1104.